# 23.ª edición de los Premios Grammy
La 23.ª edición de los Premios Grammy se celebró el 25 de febrero de 1981 en el Radio City Music Hall de Nueva York, en reconocimiento a los logros discográficos alcanzados por los artistas musicales durante el año anterior. El evento fue presentado por Paul Simon y fue televisado en directo en Estados Unidos por CBS. Christopher Cross fue el gran ganador obteniendo un total de cinco galardones.

## Ganadores

### Generales
- Grabación del año
  - Michael Omartian (productor) & Christopher Cross por "Sailing"
- Álbum del año
  - Michael Omartian (productor) & Christopher Cross por Christopher Cross
- Canción del año
  - Christopher Cross por "Sailing"
- Mejor artista novel
  - Christopher Cross

### Clásica
- Mejor interpretación de orquestal
  - Raymond Minshull (productor), Georg Solti (director) & Chicago Symphony Orchestra por Bruckner: Sinfonía n.º 6
- Mejor interpretación solista vocal clásica
  - Henry Lewis (director), Leontyne Price & Philharmonia Orchestra por Prima Donna, Vol. 5 - Great Soprano Arias From Handel to Britten
- Mejor grabación de ópera
  - Gunther Breest, Michael Horwath (productor), Pierre Boulez (director), Toni Blankenheim, Franz Mazura, Yvonne Minton, Teresa Stratas & Orchestre de l'Opera de Paris por Berg: Lulu
- Mejor interpretación coral, clásica
  - Carlo Maria Giulini (director), Norbert Balatsch (director de coro) & Orquesta Philharmonia por Mozart: Requiem
- Mejor interpretación clásica - Solista o solistas instrumentales (con orquesta)
  - Bernard Haitink (director), Itzhak Perlman, Mstislav Rostropovich & Concertgebouw Orchestra por Brahms: Concierto para violín y violonchelo (Doble concierto)
  - Seiji Ozawa (director), Itzhak Perlman & Boston Symphony Orchestra por Berg: Concierto para violín / Stravinsky: Concierto para violín
- Mejor interpretación clásica - Solista o solistas instrumentales (sin orquesta)
  - Itzhak Perlman por The Spanish Album
- Mejor interpretación de música de cámara
  - Itzhak Perlman & Pinchas Zukerman por Music for Two Violins (Moszkowski: Suite For Two Violins /Shostakovich: Duets / Prokofiev: Sonata for Two Violins)
- Mejor álbum de música clásica
  - Gunther Breest, Michael Horwath (productores), Pierre Boulez (director), Toni Blankenheim, Franz Mazura, Yvonne Minton, Teresa Stratas & Orchestre de l'Opera de Paris por Berg: Lulu

### Comedia
- Mejor grabación de comedia
  - Rodney Dangerfield por No Respect

### Composición y arreglos
- Mejor composición instrumental
  - John Williams (compositor) por The Empire Strikes Back
- Mejor banda sonora original de película o especial de televisión
  - John Williams (compositor) por The Empire Strikes Back
- Mejor arreglo instrumental
  - Jerry Hey & Quincy Jones (arreglista); George Benson (intérprete) por "Dinorah, Dinorah"
- Mejor arreglo de acompañamiento para vocalista(s)
  - Christopher Cross & Michael Omartian (arreglistas); Christopher Cross (intérprete) por "Sailing"
- Mejor arreglo vocal (dúo, grupo o coro)
  - Janis Siegel (arreglista); The Manhattan Transfer (intérpretes) por "Birdland"

### Country
- Mejor interpretación vocal country, femenina
  - Anne Murray por "Could I Have This Dance?"
- Mejor interpretación vocal country, masculina
  - George Jones por "He Stopped Loving Her Today"
- Mejor interpretación country, duo o grupo
  - Emmylou Harris & Roy Orbison por "That Lovin' You Feelin' Again"
- Mejor interpretación instrumental country
  - Gilley's Urban Cowboy Band por "Orange Blossom Special / Hoedown"
- Mejor canción country
  - Willie Nelson (compositor) por "On the Road Again"

### Espectáculo musical
- Mejor álbum de espectáculo con reparto original
  - Andrew Lloyd Webber (productor y compositor), Tim Rice (productor y guionista) & el elenco original con Patti Lupone & Mandy Patinkin por Evita - Premier American Recording

### Folk
- Mejor grabación étnica o tradicional
  - Norman Dayron (productor); varios intérpretes por Rare Blues

### Gospel
- Mejor interpretación gospel, tradicional
  - Blackwood Brothers por We Come to Worship
- Mejor interpretación gospel, contemporánea o inspiracional
  - The Archers, Cynthia Clawson, Andrae Crouch, Tramaine Hawkins, Walter Hawkins, Dony McGuire, Reba Rambo & B.J. Thomas por The Lord's Prayer
- Mejor interpretación gospel soul, tradicional
  - James Cleveland & Charles Fold Singers por Lord, Let Me Be an Instrument
- Mejor actuación gospel soul, contemporánea
  - Shirley Caesar por Rejoice
- Mejor interpretación inspiracional
  - Debby Boone por With My Song I Will Praise Him

### Hablado
- Mejor grabación hablada
  - Pat Carroll por Gertrude Stein, Gertrude Stein, Gertrude Stein

### Histórico
- Mejor álbum histórico reembalado
  - Keith Hardwick (productor) por Segovia - The EMI Recordings 1927-39

### Infantil
- Mejor grabación para niños
  - David Levine & Lucy Simon (productores); varios intérpretes por In Harmony A Sesame Street Record

### Jazz
- Mejor interpretación vocal jazz femenina
  - Ella Fitzgerald por A Perfect Match
- Mejor interpretación vocal jazz masculina
  - George Benson por "Moody's Mood"
- Mejor interpretación jazz, solista
  - Bill Evans por I Will Say Goodbye
- Mejor interpretación jazz, grupo
  - Bill Evans por We Will Meet Again
- Mejor interpretación jazz, big band
  - Count Basie por On the Road
- Mejor interpretación de jazz fusion, vocal o instrumental
  - The Manhattan Transfer por "Birdland"

### Latina
- Mejor grabación latina
  - Cal Tjader por La Onda Va Bien